# 耳たぶ
耳たぶ（みみたぶ）は外耳の構成要素で耳殻の下部に垂れ下がった柔らかい肉のこと。耳朶（じだ）、耳垂（じすい）、耳たぼ（みみたぼ）とも言う。

## 構造
耳たぶは耳殻から出ている器官で脂肪でできており多数の細かい動脈が流れている。動脈硬化で血流が悪くなると耳たぶの脂肪が萎縮してシワがみられることがあるとの見解がある。このような兆候は耳たぶのシワと冠動脈疾患の関連性について報告した米国の呼吸内科医の名前からフランク兆候と呼ばれている。ローマ皇帝ハドリアヌスの彫像の耳たぶにはシワが刻まれているが、その死因は鬱血性心不全だったとされており、動脈硬化があったともいわれている。

## 類型

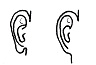
分離型(福耳)・密着型(平耳)

ヒトの耳たぶの付き方の類型には、頭部から離れて垂れ下がる形となる分離型（福耳）と、頭部となだらかにつながった輪郭を描く密着型（平耳）とに分類されることがあり、メンデルの優性の法則に従うという説がかつて存在した。しかし耳たぶの形は実際には連続的に分布しており、2つのカテゴリーに分けられるものではなく、複数の遺伝子座が関わっていると推定されている。2017年にゲノムワイド関連解析によって、耳たぶの形状に関係する49の座位が特定されている。
分離型で特に分厚く肉付きが良いものは東洋では福運があるとされる。

## 文化

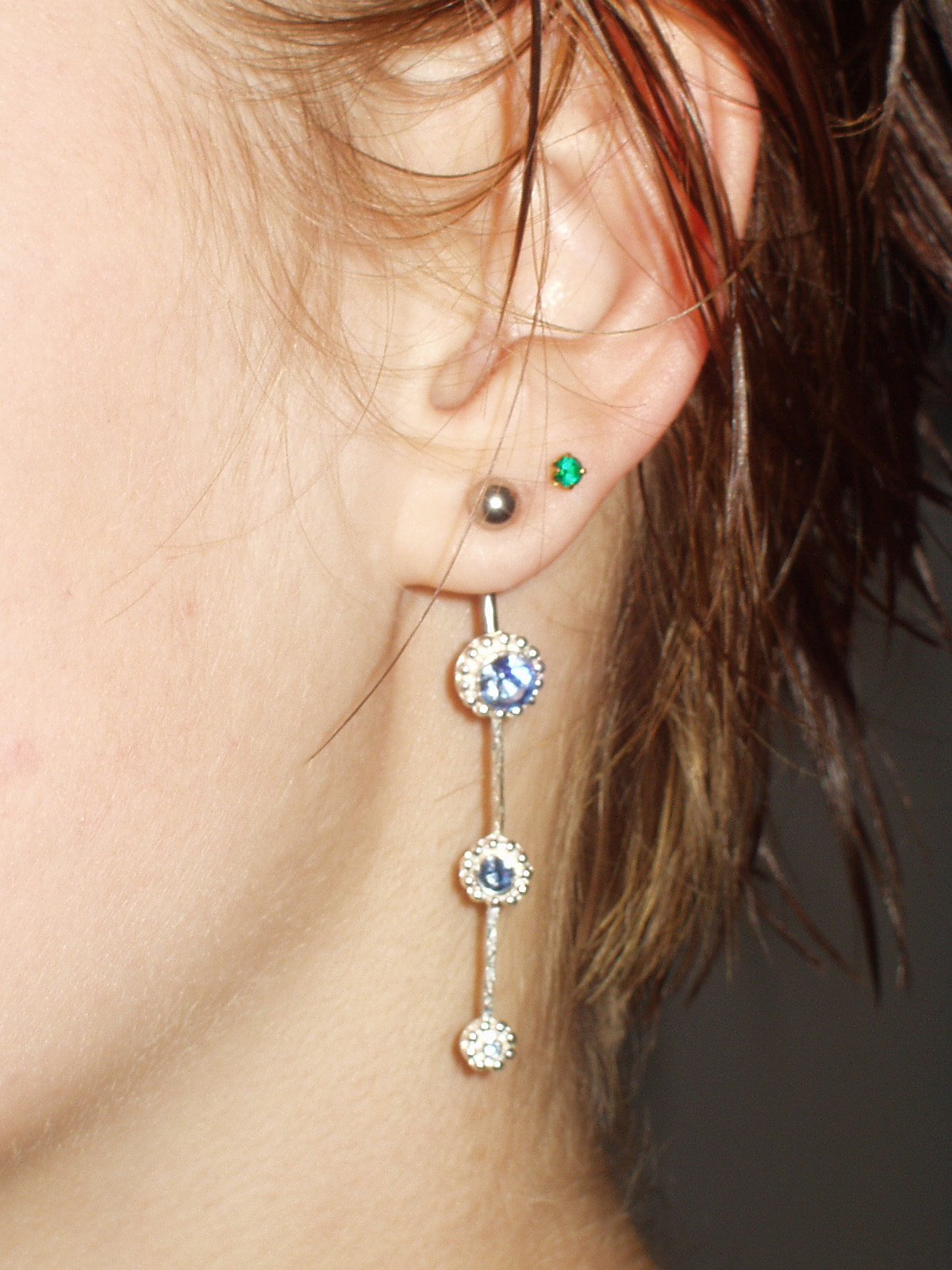
イヤリングをつけた耳たぶ

耳たぶをイヤリングやピアスといった装身具で飾る習慣は古代エジプトの時代から見られる（ピアシング）。
高熱のものをそれとは知らずに触ったときなどは、耳たぶを利用して冷却することがある。それは、耳たぶが人間の体の中で最も体温が低い部分であると言われるためである。
日本語で耳朶に触れるとは「聞き及ぶ」の意である。